# The guest
|  | Denne artikel er oprettet af botten PalnaBot ud fra en ekstern database. Den kan derfor have sproglige fejl eller mangler. Denne skabelon kan fjernes efter kontrol af indholdet. |

The guest er en animationsfilm fra 2010 instrueret af Henrik Malmgren.

## Handling
Hvert år fejrer Elsa, en ensom gammel enke, sin mands fødselsdag. Hun laver mad, skriver fødselsdagskort og tænder sterarinlys. På sådan en aften bryder den eftersøgte røver Carl ind. Men Elsa byder Carl velkommen og snart bladrer de i fotoalbum og drikker te. Da politiet finder hen til huset, gemmer Elsa Carl i køkkenet. Så tager hun Carls maske på og går ud til politiet. Politiet tror, at Elsa er den røver, de leder efter, og Elsa ender i fængsel - endelig i selskab med nogen.